# 托米爾斯

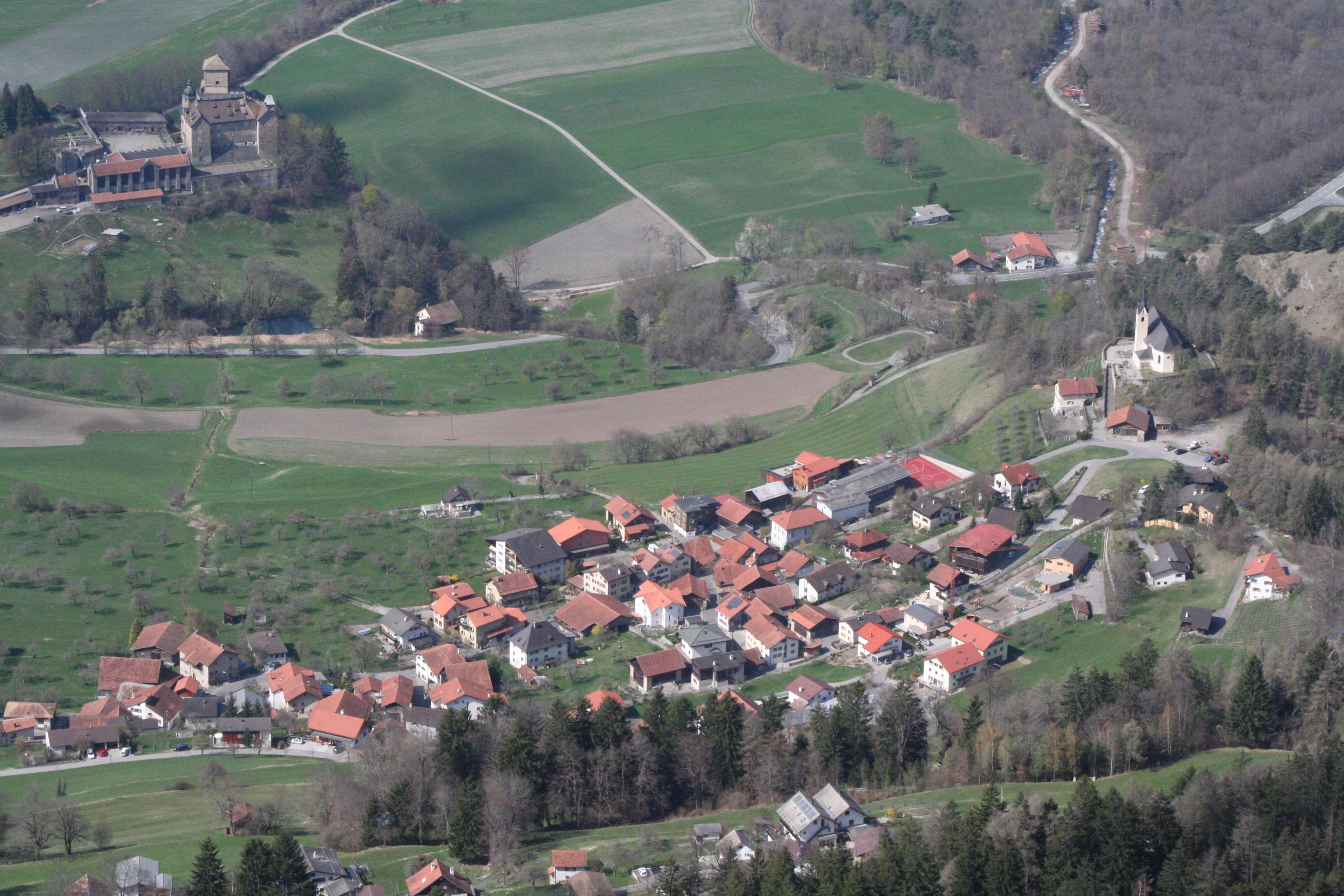

托米爾斯是瑞士的城鎮，位於該國東部，由格勞賓登州負責管轄，面積30.55平方公里，海拔高度801米，2011年人口713，人口密度每平方公里23人。

## 外部連結
- Official website （页面存档备份，存于） （德文）